# يو إف سي ليلة القتال: أوفيريم ضد ساكاي
يو إف سي ليلة القتال: أوفيريم ضد ساكاي (بالإنجليزية: UFC Fight Night: Overeem vs. Sakai)‏ هو حدث لفنون القتال المختلطة نظمته يو إف سي، أُقيم في 5 سبتمبر 2020، على يو إف سي أبيكس في إنتربرايز، نيفادا، وهي جزء من منطقة لاس فيغاس الحضرية، الولايات المتحدة.